# Tigertailz
Tigertailz est un groupe de glam metal britannique, originaire de Cardiff, dans le Pays de Galles. Le groupe est principalement connu pour son album, Bezerk, qui atteindra le Top 40 du UK Albums Chart et qui comprend les singles Love Bomb Baby et Heaven. Séparé en 1996, le groupe se reforme en 2005.

## Biographie

### Débuts (1983-1986)
Tigertailz, à l'origine appelé Stagefright, est formé en 1983 après que le bassiste Pepsi Tate et le batteur Ian Welch aient placé une annonce chez le disquaire Spillers Records, à la recherche d'un guitariste. Jay Pepper y répondra. Le guitariste Phil Harling et le chanteur Jim Dovey se joignent à eux, et le groupe commence à écrire et enregistrer quelques démos, qui ne seront jamais publiées. Le groupe part ensuite en tournée et se popularise localement ; cependant, le chanteur Jim Dovey quitte le groupe, et Pepper et Tate placent une annonce au magazine National Sounds, qui attirera l'attention de Steevi Jaimz. Welch quitte le groupe en 1984 et est finalement remplacé par Ace Finchum.

### Succès (1987-1995)
Intégrant la scène glam metal de la fin des années 1980, la première formation de Tigertailz fait ses débuts avec un premier album, Young and Crazy, en 1987. L'album fait participer le chanteur Steevi Jaimz, le guitariste Jay Pepper, le bassiste Pepsi Tate et le batteur Ace Finchum. Le premier album comprend aussi leur premier single, Livin' Without You. Pendant la tournée du groupe qui suit, le chanteur Steevi Jaimz n'est pas totalement intégré au groupe, et quelques bagarres éclatent. Le groupe recrute Kim Hooker pour remplacer Jaimz à temps pour leur nouvel album, Bezerk publié en 1990 chez Music For Nations. Avant la sortie de Bezerk, le groupe réenregistre Livin Without' You avec Hooker au chant, et le publie comme single. Bezerk publie aussi trois autres singles, Love Bomb Baby, Noise Level Critical et Heaven. L'album atteint la 36e place du UK Albums Chart.
Ils publient Banzai!, une série de faces B et de chansons réenregistrées, en 1991 au Japon. Ils publient également Wazbones en 1995, à la période durant laquelle la formation Hooker-Pepper-Tate-Finchum est fragmentée, et remplacée par la formation Hooker-Danahar-Tate-Skinner. Ils tournent ensuite avec succès, mais leur label se sépare d'eux.

### Réunion (2005-2010)
En 2005, le groupe se reforme avec la formation classique, aux côtés Matt Blackout, ancien batteur du groupe City Kidds, remplaçant Andy Skinner. Le groupe remporte un procès pour le nom de Tigertailz. Ce problème résolu, Tigertailz commence à travailler sur l'album Bezerk 2.0. Ils achèvent une courte tournée britannique, culminant à plusieurs festivals en Suède et en Espagne, jouant avec Whitesnake et Twisted Sister. Bezerk 2.0 est ensuite publié via le label Demolition Records le 7 août 2006. Le bassiste Pepsi Tate est diagnostiqué d'un cancer pancréatique en 2007. le groupe signe au label Sanctuary Records, et publie l'album Thrill Pistol le 27 août 2007, un an à peine après la sortie de leur précédent album. Après le décès de Tate en septembre 2007, Tigertailz continue à tourner avec le guitariste Glenn « Nailz » Quinn, ancien membre de City Kidds, endossant la basse. En tournée européenne, ils jouent avec le guitariste Ace Frehley de Kiss, au Royaume-Uni, et jouent au festival Hard Rock Hell en 2008 et 2009.
En janvier 2010, Tigertailz recrute Sarah Firebrand à la basse. Ils annoncent aussi jouer Bezerk (1990) dans son intégralité dans plusieurs concerts. Après une performance au Fuel Rock Club à Cardiff à la mémoire de Pepsi Tate, le groupe joue au Stockholm Rock Out Festival en Suède le 1er mai. Tigertailz remplace le batteur Matt Blakout avec Robin Guy du groupe Rachel Stamp. Tigertailz joue sa première nuit au Hard Rock Hell, et publie Bezerk Live - Burnin' Fuel le 6 décembre. En juin 2011, Ace Finchum est annoncé dans le groupe. Ils prévoient la sortie d'un nouvel album en 2011 ; cependant dans une interview, Jay Pepper sème des doutes sur l'avenir du groupe, expliquant qu'« il fait face à plusieurs problèmes pour survivre. Je ne sais pas si on pourra survivre à tout ça. » Le groupe se sépare de Sarah Firebrand à la fin de 2011, départ qui sera annoncé au public le 9 janvier 2012. Kim Hooker part aussi, le 28 mars 2012.

### Nouvelle formation (depuis 2012)
Le 26 juin 2012, Tigertailz annonce sa nouvelle formation, et une tournée européenne pour septembre et octobre la même année. Le groupe comprend désormais Jay Pepper, Ace Finchum, Jules Millis (chant), Rob Wylde (guitare) et Jason Sims (basse). Le groupe réenregistre la chanson Fall in Love Again, et filme une vidéo. Après leur participation au festival Hard Rock Hell, la nouvelle formation se fragmente en 2013. Le 7 octobre 2013, le site web Classic Rock Magazine publie le clip des Tigertailz, The Shoe Collector, avant la sortie de l'EP Knives le 15 octobre. Le 17 février 2014, Classic Rock publie une deuxième vidéo, One Life, chanson extraire de l'EP Knives. Le 30 juin 2014, Classic Rock publie la dernière vidéo du groupe, intitulée Punched in the Gutz, filmée au St David's Hall à Cardiff en novembre 2013. Tigertailz annonce une tournée européenne en automne 2014.
En mars 2015, ils se séparent de Jules Millis, pour des « raisons personnelles. » En mars 2016, ils annoncent la sortie prochaine de l'album Blast, pour le 25 avril.

## Membres

### Membres actuels
- Jay Pepper – guitare solo, chœurs
- Rob Wylde - chant (depuis 2015), guitare rythmique (2012-2013), basse (2013-2015)
- Matthew Blakout – batterie, percussions (2005-2011, depuis 2013)
- Berty Burton - basse (depuis 2015)

### Anciens membres
- Kim Hooker – chant, guitare rythmique (1988–1996, 2005-2012)
- Robin Guy – batterie, percussions (2010-2011)
- Steevi Jaimz - chant (1984-1988)
- Glenn Quinn - basse (2007-2010)
- Sarah Firebrand - basse (2010-2011)
- Andy Skinner - batterie (1991-1996)
- Cy Danahar - guitare solo (1995-1996)
- Jason Sims – basse, chœurs (2012–2013)
- Ace Finchum – batterie, percussions, chœurs (1984-1991, 2011–2013)
- Jules Millis – chant (2012–2015)

## Discographie

### Albums studio
- 1987 : Young and Crazy
- 1990 : Bezerk
- 1991 : Banzai!
- 1995 : Wazbones
- 2006 : Bezerk 2.0
- 2007 : Thrill Pistol
- 2010 : Bezerk Live-Burnin' Fuel
- 2015 : Lost Reelz
- 2016 : Blast

### Albums live
- 1996 : You Lookin'at Me? The Best of Tigertailz Live!
- 2011 : Bezerk: Live...Burnin' Fuel

### Compilation
- 2003 : Original Sin

### EP
- 2013 : Knives

### Clips
- Livin' Without You
- Love Bomb Baby
- Noise Level Critical
- Heaven
- Dirty Needles
- Belly of the Beast
- Falling Down
- Long Live The New Flesh (non publié)
- I Believe
- Fall In Love Again
- The Shoe Collector
- One Life
- Punched in the Gutz
- Pipped it Popped it